# Franz Bauer (Forstmann)
Franz Bauer (* 28. April 1923 in Crock, heute Ortsteil der Gemeinde Auengrund in Thüringen; † 5. Oktober 2001 in Stuttgart) war ein deutscher Forstmann und Journalist. Er war von 1957 bis 1988 Redaktionsleiter der Allgemeinen Forst-Zeitschrift (AFZ), die sich in dieser Zeit zur größten deutschsprachigen Fachpublikation im Forst- und Umweltbereich entwickelte.

## Leben und Wirken
Franz Bauer wurde am 28. April 1923 im thüringischen Örtchen Crock geboren, wo sein Vater den „Schützenhof“ mit Gast- und Landwirtschaft betrieb. Als ältester von drei Söhnen wuchs er in seinem Heimatort auf und legte im Februar 1941 in Hildburghausen das Abitur ab. Anschließend musste er seinen Arbeits- und Wehrdienst ableisten und kam als Offiziersanwärter bereits im Dezember 1941 an die Ostfront, wo er im Februar 1942 schwer verwundet wurde. Erst in Prag erhielt er für seine durch einen Gesichtsdurchschuss verursachten Verletzungen die richtige Behandlung. Nach der Genesung und obwohl im Mai 1943 zum höheren Forstdienst des Landes Thüringen zugelassen, setzte er seine Offiziersausbildung fort und gelangte im Februar 1944 als Verbindungsoffizier nach Frankreich an den Atlantik.
Infolge der Invasion durch die Alliierten geriet Bauer in französische, kanadische und britische Kriegsgefangenschaft nach England. Von dort brachte ihn ein internationaler Verwundetenaustausch des Roten Kreuzes im Februar 1945 wieder in die Heimat zurück. Als jedoch US-Truppen seinen Geburtsort Crock einnahmen, befand er sich alsbald in amerikanischer Gefangenschaft und kam in ein Gefangenenlager bei Waltershausen, aus dem ihm jedoch die Flucht gelang. Gerade hatte er seine forstliche Lehrzeit beim Forstamt Unterneubrunn begonnen, als im Juli 1945 sowjetische Truppen seine Heimat besetzten, nachdem die Amerikaner das Land Thüringen gegen einen Sektor Berlins mit der sowjetischen Besatzungsmacht getauscht hatten.
Bauer übernahm daraufhin einen Rücktransport saarländischer Flüchtlinge und verließ seine Heimat. Umgehend nahm er an der Forstlichen Fakultät der Georg-August-Universität Göttingen in Hann. Münden das Studium der Forstwissenschaften auf, das er 1950 abschloss. Während seiner Studienjahre engagierte sich Bauer auch als Vorsitzender des Allgemeinen Studentenausschusses (ASTA) der Forstlichen Fakultät. Bereits 1951 promovierte er mit der Dissertation Die Roteiche 1950. Eine ertragskundlich-biologische und holzkundliche Untersuchung bei Reinhard Schober in Hann. Münden zum Dr. forest. Nach dem Referendariat, das er mit der Großen Forstlichen Staatsprüfung abschloss, arbeitete er von 1953 an zunächst als Stipendiat der Deutschen Forschungsgemeinschaft und beschäftigte sich in den folgenden Jahren mit der Betriebsplanung in Privatforstbetrieben. 1955 wurde Bauer Verbandsgeschäftsführer der Nationalen Pappelkommission des Bundesministeriums für Ernährung, Landwirtschaft und Forsten in Bonn.
Doch bereits zwei Jahre später stand erneut ein Umzug an, diesmal nach Stuttgart, wo Franz Bauer am 1. April 1957 als Nachfolger von Leo Freiherr von Ow die Schriftleitung der Allgemeinen Forstzeitschrift (AFZ) sowie das Forstlektorat der Münchener BLV-Verlagsgesellschaft übernahm. Von 1958 bis 1968 betätigte er sich in Stuttgart zudem als Landesgeschäftsführer der Schutzgemeinschaft Deutscher Wald (SDW). Für den BLV-Verlag war Bauer als Autor und Mitarbeiter an Dutzenden von forstlichen Fachbüchern beteiligt und verfasste Hunderte von Artikeln während seiner mehr als 30-jährigen Tätigkeit  als Chefredakteur der AFZ, an deren Entwicklung zur größten deutschsprachigen Fachpublikation im Forst- und Umweltbereich er maßgeblichen Anteil hatte. Auch international erwarb sich die Fachzeitschrift durch ihren publizistischen Einsatz für Schutz und Erhaltung der Wälder, Förderung einer nachhaltigen Forstwirtschaft sowie Landschaftspflege und Umweltschutz Gewicht. Immer wieder griff die AFZ dazu auch in aktuelle politische Diskussionen ein, so etwa in den 1980er-Jahren in die Debatte um das „Waldsterben“. Um die teilweise stark emotionalisierte Auseinandersetzung zu versachlichen, gab Bauer 1985 den Sonderband in Buchform Die Sache mit dem Wald. Fakten, Gefahren, Ursachen, Hilfen. Aktuelles Waldwissen der AFZ heraus, eine der wichtigsten Darstellungen der Problematik um die neuartigen Waldschäden aus diesen Jahren. Als Franz Bauer 1988 in den Ruhestand ging, wurde der langjährige AFZ-Redakteur Bernd-Gunther Encke sein Nachfolger als Redaktionsleiter.
Der Eintritt in den Ruhestand kam für Bauer durchaus willkommen. Denn nach der Wiedervereinigung Deutschlands im Jahr 1990 konnte er sich wieder seiner Heimat Thüringen zuwenden, wo er ein neues Betätigungsfeld fand. So stellte er sich dort nicht nur für den Aufbau einer modernen Forstverwaltung zur Verfügung, sondern gehörte am 31. März 1990 auch zu den Mitbegründern des Thüringer Forstvereins. Ehrenhalber unterstützte Bauer zudem seine Heimatgemeinde Crock auf ihrem Weg einer ganzheitlichen Kommunalentwicklung. Neben dieser Beratungstätigkeit widmete er sich intensiv der Heimatforschung. Daraus resultierte der Bildband „Heimat Crock“ (2001), dessen Veröffentlichung er jedoch nicht mehr erlebte.
Franz Bauer starb am 5. Oktober 2001 in Stuttgart. Seinem letzten Wunsch entsprechend, wurde er im Familiengrab auf dem Crocker Irmelsberg beigesetzt.

## Auszeichnungen
Neben zahlreichen Ehrungen wurden Dr. Franz Bauer die folgenden Auszeichnungen verliehen:
- 1983 – Silberner Ehrenteller des Bayerischen Ministeriums für Ernährung, Landwirtschaft und Forsten
- 1984 – Bundesverdienstkreuz am Bande der Bundesrepublik Deutschland
- 1987 – Heinrich-Christian-Burckhardt-Medaille der Forstlichen Fakultät der Universität Göttingen
- 1995 – Gottlob-König-Medaille in Silber des Thüringer Forstvereins

## Schriften (Auswahl)
- Die Roteiche 1950. Eine ertragskundlich-biologische und holzkundliche Untersuchung, Dissertation, Hann. Münden 1951 (später unter dem Titel Die Roteiche, Frankfurt am Main 1953)
- als Herausgeber: Fortschritte in der Forstwirtschaft. Entwicklung und Stand forstlicher Erkenntnisse und Erfahrungen in den letzten 15 Jahren, München, Bonn und Wien 1960
- als Herausgeber: Wald, Wild und Industrielandschaft, Stuttgart-Heumaden 1960
- zusammen mit Günther Zimmermann: Der Wald in Zahlen von A – Z, München, Basel und Wien 1963
- als Herausgeber: Mensch, Wald und Forstwirtschaft im Jahre 1980
  - Hans Evers: Teil 1: Bevölkerung und Volkswirtschaft im Jahre 1980. Unter besonderer Berücksichtigung der Land- und Forstwirtschaft, München, Basel und Wien 1962
  - Erich Wohlfarth: Teil 2: Waldbau heute und morgen, München, Basel und Wien 1967
- als Herausgeber: Die Sache mit dem Wald. Fakten, Gefahren, Ursachen, Hilfen. Aktuelles Waldwissen der AFZ, (Sonderband der Allgemeinen Forst-Zeitschrift), München, Wien und Zürich 1985
- als Redakteur: Der Forstbetriebsdienst, München, Wien und Zürich 1987 (ISBN 3-405-13404-8)
- als Hauptautor: Heimat Crock – Die 850-jährige Entwicklung von Crock (Gemeinde Auengrund / Südthüringen) , Crock 2001